# Гентская баржа

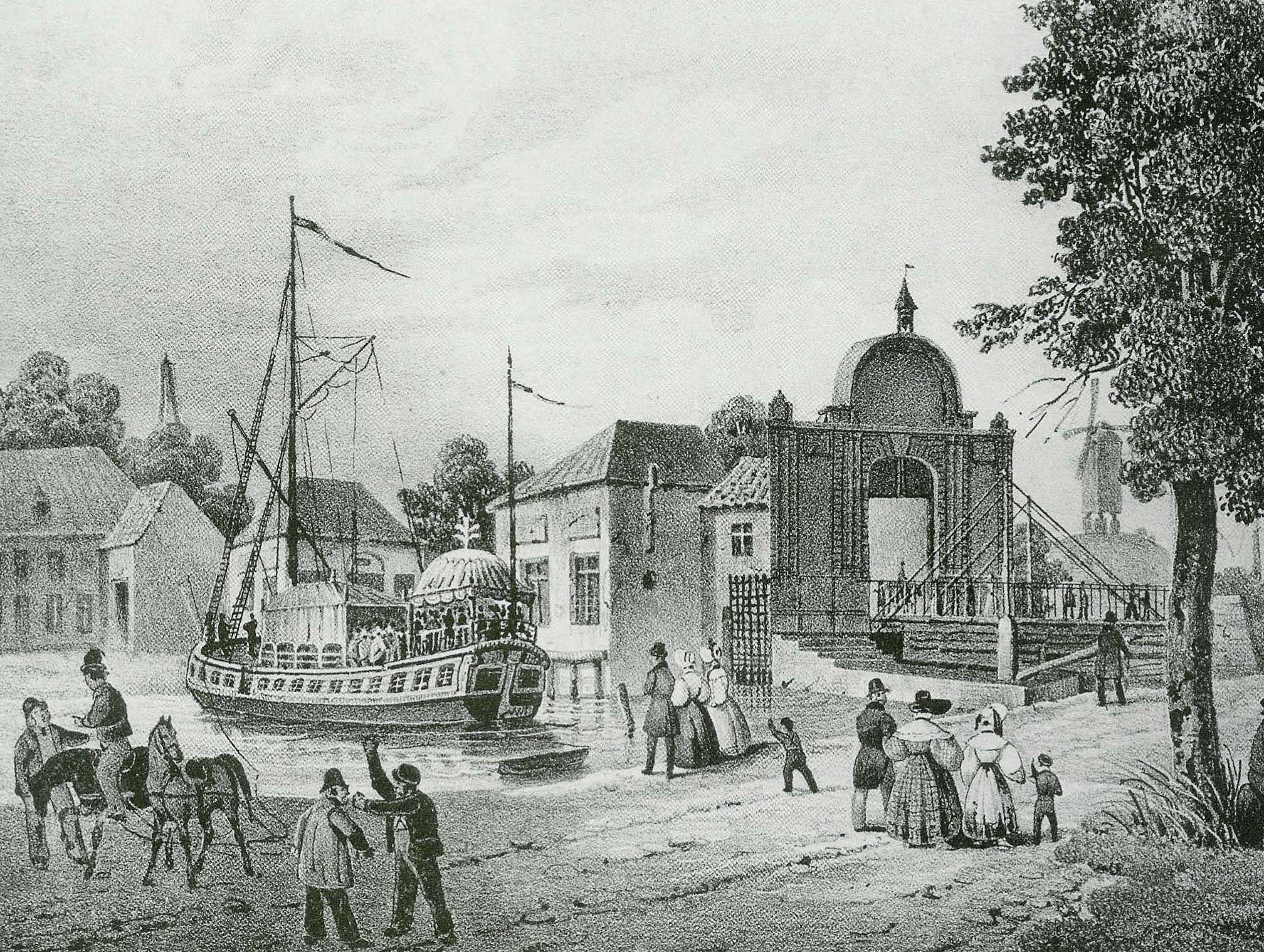
Гентская баржа у причала в Брюгге

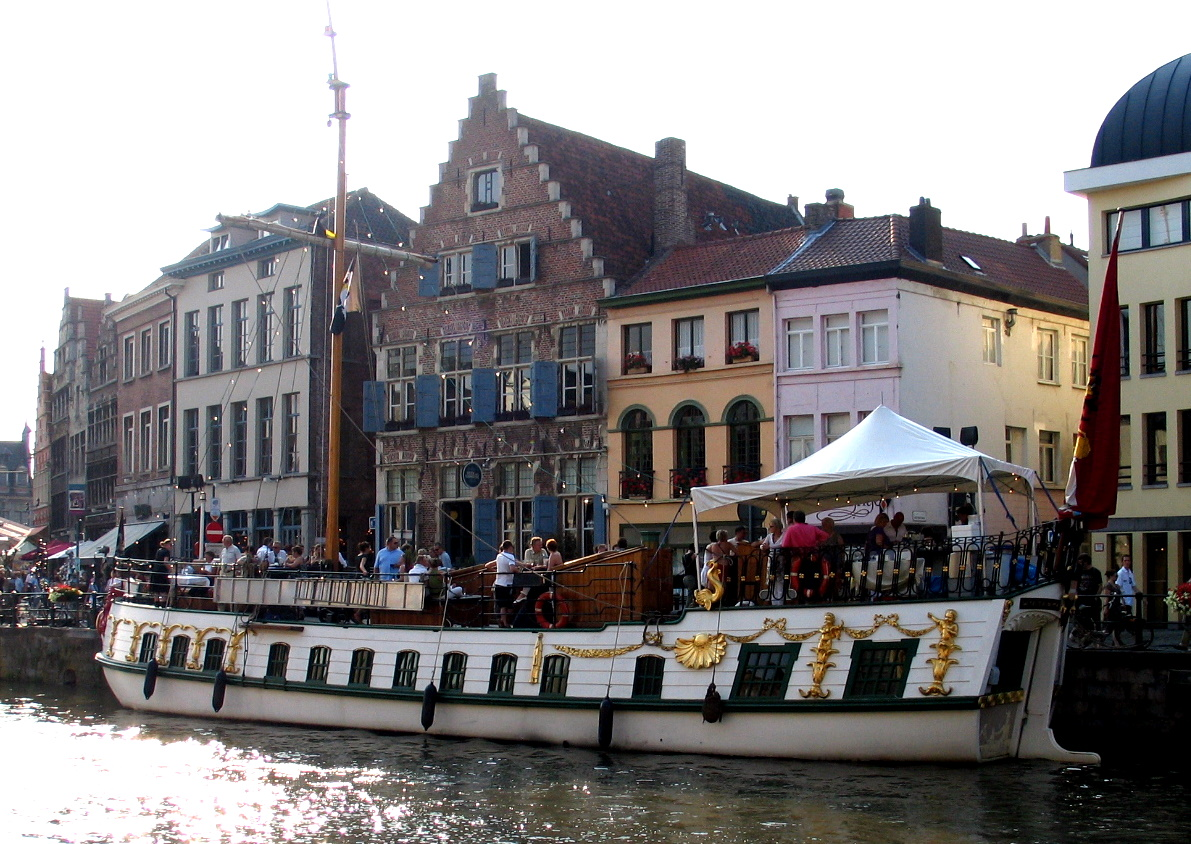
Современная реплика гентской баржи в Генте

Гентская баржа (нидерл. Gentse barge) — исторический вид общественного транспорта, пассажирская баржа на конной тяге, курсировавшая между Гентом и Брюгге между 1624 и 1911 годами.
Также, гентская баржа — судно-реплика, реконструкция исторической баржи, построенная в 2003 году.

## История
Начиная с XVII века на территории Исторических Нидерландов (нынешних Нидерландов и Бельгии) была создана сеть судоходных каналов-треквартов, по которым курсировали пассажирские суда-баржи, использовавшиеся в качестве общественного транспорта.
Одним из таких маршрутов на территории нынешней Бельгии был Канал Гент — Брюгге. Ходившие здесь баржи отличались высоким уровнем комфорта и роскошной отделкой. Услугами гентской баржи пользовались даже коронованные особы, включая Петра I (в 1717 году), Людовика XV (в 1745), Иосифа II (в 1781) и Марию-Луизу (в 1810).
Баржи начали ходить между Гентом и Брюгге в 1624 году по инициативе Штатов Фландрии. Заказ на строительство первых барж был размещён 23 мая 1623 года. Первые баржи имели 17,5 метров в длину и 3,5 в ширину. Баржи, построенные в конце XVIII века (заказ 1781 года), имели 25 метров в длину и 5 в ширину. На борту баржи были ресторан и буфет. Кушания готовились в камбузе на борту. Также была «каюта класса люкс», в которой обычно путешествовали члены Штатов Фландрии.
В XIX веке конкуренция железных дорог привела к падению популярности барж. Богатые клиенты предпочитали гораздо более быстрые поезда, в результате чего баржи утратили свой «шик». Баржи прекратили ходить в 1911 году.
Для тяги одной баржи использовалось пять лошадей, которые шли по бечеве. При попутном ветре также могли поднимать парус. Время путешествия занимало восемь часов.

## Реплика
В 2003 году некоммерческими организациями De Steenschuit и Loods 13 была построена реплика-реконструкция баржи по состоянию на XVIII век. Баржа используется для проведения различных мероприятий (рецепций и т. п.). Обычно её можно увидеть ошвартованной в центре города (рядом со старым дворцом правосудия).